# Dartos
La fascia dartos è uno strato di fibra muscolare liscia libero da grasso, situato esteriormente alla fascia spermatica esterna ma sotto la pelle. È una prosecuzione della fascia di Scarpa, che è uno strato membranoso del tessuto sottocutaneo nella parete addominale. L'apparenza rugosa dello scroto è dovuta a questo strato.

## Differenze nei sessi
- Nei maschi il dartos è posto sotto la pelle dello scroto. Negli individui anziani il tessuto muscolare del Dartos perde tonicità, e causa un rilassamento dello scroto.
- Nelle femmine le stesse fibre muscolari sono sviluppate in maniera molto minore e giacciono sotto la pelle delle grandi labbra, formando quello che in latino è chiamato Dartos muliebris.

## Funzione
La fascia dartos agisce nel regolare la temperatura dei testicoli, fattore che promuove/inibisce la spermatogenesi. Questo è reso possibile dalla sua contrazione o estensione, che causa il maggiore o minore raggrinzimento dello scroto. La contrazione riduce l'area di superficie disponibile per dissipare il calore, riscaldando i testicoli. L'estensione, al contrario, aumenta l'area superficiale, promuovendo il rilascio di calore e raffreddando di conseguenza i testicoli.
Il muscolo dartos lavora insieme al muscolo cremastere per elevare i testicoli, ma la sua azione non deve essere confusa col riflesso cremasterico.

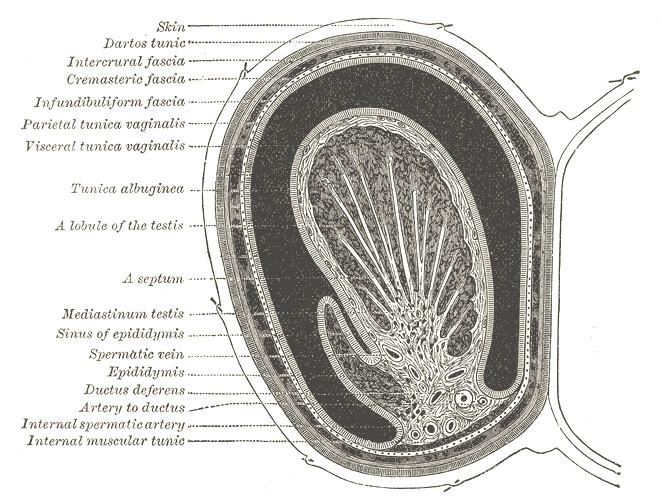
Sezione trasversale della parte sinistra dello scroto e del testicolo sinistro.